# Remontalou
Le Remontalou est une rivière française qui coule dans le département du Cantal en région Auvergne-Rhône-Alpes. C'est un affluent gauche de la Truyère, donc un sous-affluent de la Garonne par le Lot.

## Géographie
De 15,4 km de longueur, le Remontalou prend sa source sur le versant nord-est du massif de l'Aubrac. Dès sa naissance la rivière s'oriente vers le nord, direction qu'elle maintiendra jusqu'à la fin de son parcours et se jette dans la Truyère en rive gauche, sur le territoire de la petite ville de Chaudes-Aigues.

### Départements et communes traversées
Le Remontalou baigne les communes suivantes, toutes situées dans le département du Cantal : Deux-Verges, Neuvéglise et Chaudes-Aigues.

## Principaux affluents
- Ruisseau des Vergnes : 1,8 km
- Le Maleval (rd) : 5,9 km
- Le Bressoulet (rd) : 4 km
- Ruisseau de Pussac : 2 km

## Hydrologie

### Le Remontalou à Chaudes-Aigues
Le débit du Remontalou a été observé pendant une période de 17 ans (1992-2008), à Chaudes-Aigues, localité du département du Cantal, située au niveau du confluent avec
la Truyère. Le bassin versant de la rivière est de 28 km2.
Le module de la rivière à Chaudes-Aigues est de 0,435 m3/s.
Le Remontalou présente des fluctuations saisonnières de débit importantes, avec des hautes eaux d'hiver et de peintemps, portant le débit mensuel moyen à des niveaux situés entre 0,521 et 0,678 m3/s, de janvier à mai inclus (maximum en mars). Dè le mois de mai, le débit baisse progressivement ce qui mène aux basses eaux d'été, lesquelles ont lieu en août et en septembre, avec une baisse du débit moyen mensuel allant jusque 0,176 m3/s au mois de septembre (176 litres par seconde), ce qui reste plus que confortable.

### Étiage ou basses eaux
Cependant, le VCN3 peut chuter aux étiages jusque 0,061 m3/s, en cas de période quinquennale sèche, soit 61 litres par seconde, ce qui n'est nullement sévère.

### Crues
D'autre part, les crues peuvent être assez importantes, à l'instar de la plupart des cours d'eau du Cantal, compte tenu de l'extrême exiguïté de son bassin versant. Elles se produisent sous l'effet de fortes précipitations ou de dégel accéléré. Les QIX 2 et QIX 5 valent respectivement 4,2 et 6,4 m3/s. Le QIX 10 vaut 7,8 m3/s, tandis que le QIX 20 est de 9,2 m3/s. Enfin le QIX 50 n'a pas encore été calculé, faute d'une durée d'observation suffisante des débits.
Le débit instantané maximal enregistré à Chaudes-Aigues a été de 10,2 m3/s le 12 janvier 2004, tandis que la valeur journalière maximale était de 4,41 m3/s le même jour. En comparant le premier de ces chiffres aux valeurs des différents QIX de la rivière, il apparaît que cette crue était largement supérieure au niveau de la crue vicennale définie par le QIX 20, et donc relativement exceptionnelle. On peut considérer qu'elle est destinée à se répéter tous les 40 ans en moyenne.

### Lame d'eau et débit spécifique
La lame d'eau écoulée dans le bassin du Remontalou est de 501 millimètres annuellement, ce qui est élevé, très nettement supérieur à la moyenne d'ensemble de la France tous bassins confondus (plus ou moins 320 millimètres par an), mais également à celle de l'ensemble du bassin versant de la Garonne (384 millimètres par an) et du Lot (446 millimètres par an). Le débit spécifique (ou Qsp) se monte dès lors au chiffre assez élevé de 15,8 litres par seconde et par kilomètre carré de bassin.